# Huberodendron swietenioides
Huberodendron swietenioides är en malvaväxtart som först beskrevs av Henry Allan Gleason, och fick sitt nu gällande namn av Adolpho Ducke. Huberodendron swietenioides ingår i släktet Huberodendron och familjen malvaväxter. Inga underarter finns listade i Catalogue of Life.